# Phase
Phase powstała w 2003 roku jako alternatywny zespół rockowy w Larisie Thanos Grigoriou (wokale, gitarze, klucze).

## Historia
Zespół powstał w 2003 roku w Grecji, gdzie nagrał swój debiutancki singiel Perdition, który później stał się częścią albumu In Consequence nagranego w konsekwencji po kilku zmianach w oryginalnym składzie grupy w 2008 roku w siedzibie uczestników w mieście Larisa.
Po ukończeniu drugiej rundy z rzędu w 2013 roku, zespół nagrał singiel Amethyst, mający niezmiennie pierwszą pozycję na stronie last.fm w ciągu 7 dni po premierze. W rok później, w kwietniu 2014 ze strony Phase ukazał się album The Wait a jeden z utworów z tego albumu (Point of View) zaginął w radiu BBC6 na pół roku po wydaniu The Wait.

## Listy
Phase dwukrotnie wyróżniono na liście Billboardu, a po raz pierwszy pod numerem 12 na listach przebojów, „Break tydzień” w czerwcu 2012 roku.
9 listopada 2013 Phase wyróżniono jako zespół na wykresie Billboard, zatytułowanym „Uncharted”, która opublikowano na 42 miejscu.

## Dyskografia
- In Consequence (2010)
- The Wait (2014)

## Skład zespołu
- Thanos Grigoriou - songwriter, Wokal, Gitara
- Damianos Harharidis - Bass - Gitara, Keyboard
- Vasilis Lyapis - Gitara, Keyboard
- Marco Volpe - perkusja